# آبشار تلهار
آبشار تلهار (به انگلیسی: Telhar) آبشاری است که در بیهار، هند واقع شده و ارتفاع کلی ریزشگاه آن نامشخص است.